# こんちゅうクン
こんちゅうクン（本名：北野 伸雄（きたの のぶお）、1985年10月18日 - ）は、磐田市竜洋昆虫自然観察公園職員。静岡県浜松市出身。磐田市在住。

## 来歴
小学校6年生の時に昆虫に詳しい理科の先生のところに虫を捕まえては聞きに行くのが習慣となり、昆虫が好きになる。中学時代、静岡県立浜松北高等学校在学時にはサッカーに打ち込む。九州大学農学部昆虫学教室卒業後、九州大学大学院農学研究院附属生物的防除研究施設（資源生物科学部門 農業生物資源学講座 天敵昆虫学分野）へ進む。研究テーマは「カメムシの卵に卵を産み付ける寄生蜂について」。その後、塾講師や家庭教師などを経て、2014年4月から磐田市竜洋昆虫自然観察公園に勤務。
磐田市がららぽーと磐田から生放送しているSBSラジオ「上田朋子のGoing My West」内の「磐田情報局」に出演し、井川絵美キャスターと共演する。

## 人物
趣味はフットサル、釣り、読書、昆虫採集、オムシジャパンのフォーメーションを考えること。

## ラジオ出演
SBSラジオ「上田朋子のGoing My West」内の「磐田情報局」では、昆虫の飼育方法やマニアックな昆虫の紹介のほか、昆虫食の普及活動、昆虫でサッカーチームをつくったらどんなフォーメーションになるか語るオムシジャパン構想の解説をしている。放送時にはこんちゅうクンの正装であるクワガタの角が付いた麦わら帽子、ローゼンベルグオウゴンオニクワガタの形をした金色のリュック、虫が描かれたTシャツ（通称「064T」、本人直筆）、短パン、サンダル、本物のクワガタの標本を取り付けたクワガタ眼鏡を身に着け、虫捕り網を持って登場する。通年Tシャツ、短パンで出演するため冬は苦手らしい。クワガタ眼鏡はクワガタの腐敗臭でかなり臭うらしいが、本人曰く「ほんのり芳しい程度」。竜洋昆虫自然観察公園には、同ラジオに出演中でこんちゅうクンの愛弟子ファーブルしずまも在籍。

## 活動
竜洋昆虫自然観察公園に勤務しながら、保育園や小学校、イベントなどで出張昆虫教室も行う。最近は近隣市町での出張昆虫教室や展示を依頼されることもある。
- 2015年
  - 3月 - 静岡科学館るくるで、「生物多様性シンポジウム～クワガタにクワしくなろう～」で講演
  - 5～8月 - 静岡新聞で「親子でムチュウ!!　昆虫採集事始め」（全13回）を連載
  - 7月 - SBS学苑浜松校で「オオクワガタ幼虫を育てよう」の講師を務める。
- 2016年9月 - SBSラジオ「上田朋子のGoing My West」内の「磐田情報局」で、「こんちゅうクン」として初出演する。以後、こんちゅうクンシリーズとして不定期で出演中
- 2017年
  - 4月14日 - 朝日新聞でゴキブリ展示について取材を受け掲載される。ゴキブリは同年3月にファーブルしずまと沖縄に出張で捕獲してきたものなどを展示する[1]。
  - 5月10日 - 静岡新聞で昆虫と触れ合う楽しさを伝える若手職員としてファーブルしずまと共に掲載される[2]。
  - 6月
    - 静岡第一テレビ「the NEXT ステキなあしたへ」に出演[3]。
    - 竜洋昆虫自然観察公園でこんちゅうクンが監修したゴキブリのキーホルダー「ゴキーホルダー」を発売。種類はヒメマルゴキブリとオオゴキブリの2種類。

  - 広報いわた平成29年7月号に特集記事[4]ときらりいわた人[5]が掲載される。
  - 8月
    - つま恋リゾート 彩の郷で昆虫教室「夏休み昆虫教室～カブトムシ、恋」を開催。
    - 竜洋昆虫自然観察公園で昆虫食のイベント「むしパ！～セミを食べよう～」を開催。
    - 竜洋昆虫自然観察公園でこんちゅうクンが監修し、磐田市のレーザー加工工房イサームが製作したどうぶつしょうぎの昆虫版、むしとりしょうぎの体験教室を開催する。（販売は未定）
    - 竜洋昆虫自然観察公園でイサームが製作し、こんちゅうクンの「虫知識」の解説文が入った木製オリジナル昆虫ストラップをガシャポンで販売開始。
    - Jリーグジュビロ磐田のホーム戦、対ヴィッセル神戸において、ヤマハスタジアムの入口付近で「カブト・クワガタふれあいコーナー」を行うとともに、対ヴィッセル戦に対応したオムシジャパンのフォーメーションを披露。
    - 日本経済新聞で話題の人を紹介する「静岡きらり人材」のコーナーに掲載される[6]。

  - ジュビロ磐田隔月発行ジュビロキッズの2017年8月号「お仕事たんけん隊！」のコーナーに掲載される。
  - 9月
    - 読売新聞で話題の人を紹介する「聞きたい」のコーナーに掲載される。見出しは「昆虫食べて魅力紹介」。

  - 9月20日 - 静岡新聞で昆虫食の取材を受け掲載される[7]。

## 著書
- 『みんなの昆虫学校』（こんちゅう君（北野信雄）著、 静岡県磐田市竜洋昆虫自然観察公園 (監修)）くまふメディア制作事務所、2018年4月 ISBN 9784909457011